# Галльштадт
Галльштадт (нім. Hallstadt) — місто в Німеччині, розташоване в землі Баварія. Підпорядковується адміністративному округу Верхня Франконія. Входить до складу району Бамберг.
Площа — 14,54 км2. Населення становить 8699 ос. (станом на 31 грудня 2020).